# Liolaemus griseus
Espèce
Statut de conservation UICN

 DD  : Données insuffisantes
Liolaemus griseus est une espèce de sauriens de la famille des Liolaemidae.

## Répartition
Cette espèce est endémique de la province de Tucumán en Argentine.

## Publication originale
- Laurent, 1984 : Tres especies nuevas del genero Liolaemus (Reptilia, Iguanidae). Acta Zoologica Lilloana, vol. 37, no 2, p. 273-294.